# الدوري الإنجليزي لكرة القدم 1957–58
الدوري الإنجليزي لكرة القدم 1957–58 هو موسم من دوري كرة القدم الإنجليزي. فاز فيه وولفرهامبتون واندررز.